# Aleuroduplidens carverae
Aleuroduplidens carverae es un hemíptero de la familia Aleyrodidae, con una subfamilia: Aleyrodinae. Fue descrita científicamente en 1999 por Martin.